# Holbrook (Suffolk)
Pour les articles homonymes, voir Holbrook.
Holbrook est une localité d'Angleterre, au Royaume-Uni, située dans le district de Babergh, comté du Suffolk.